# Senhores Trịnh
Os Senhores Trịnh (em vietnamita: Chúa Trịnh; Chữ Hán :主鄭; 1545–1787), formalmente intitulados como "Vice-reis" de Trịnh (em vietnamita: Trịnh vương; Chữ Hán: 鄭王) também conhecido como a Casa de Trịnh ou Clã Trịnh (Trịnh thị; 鄭氏), eram um clã nobre feudal que governou o norte do Vietnã — então chamado Tonquim — durante a dinastia Lê posterior. Os senhores Trịnh eram subordinados de jure dos imperadores da dinastia Lê, mas eram na realidade os governantes de facto do norte do Vietnã.
O clã Trịnh e seus rivais, o clã Nguyễn, eram chamados de "Chúa" (Senhor) por seus súditos e controlavam o norte e o sul do Vietnã, respectivamente, deixando os imperadores Lê posteriores como governantes apenas no nome.  O título de "Chúa" (chữ Hán: 主) neste contexto era comparável ao ofício de Xogum no Japão. O clã Trịnh produziu 12 senhores que dominaram a corte real da dinastia Lê posterior e governaram o norte do Vietnã por mais de dois séculos.

## Antecedentes

### Origem
O fundador do clã foi Trịnh Kiểm, que nasceu no que hoje é a comuna de Vĩnh Lộc, província de Thanh Hóa. Trịnh Kiểm veio de uma família pobre e frequentemente roubava galinhas de seus vizinhos porque frango era a comida favorita de sua mãe. Quando os vizinhos descobriram, ficaram furiosos. Um dia, quando Trịnh Kiểm saiu de casa, seus vizinhos sequestraram sua mãe e a jogaram em um abismo. Trịnh Kiểm voltou para casa e entrou em pânico devido ao seu desaparecimento. Quando ele encontrou o corpo de sua mãe, ele estava infestado de larvas. Após sua morte, ele se juntou ao exército leal de Lê liderado por Nguyễn Kim. Por causa do talento de Trịnh Kiểm, ele foi casado com a filha de Nguyễn Kim, Ngọc Bảo. Em 1539, Trịnh Kiểm foi promovido a general e recebeu o título de Duque de Dực (Dực quận công). Em 1545, após o assassinato de Nguyễn Kim, Trịnh Kiểm substituiu seu sogro como líder da corte militar e real da dinastia Lê. 

### Guerra Civil Lê-Mạc
A Guerra Lê–Mạc foi uma guerra civil travada entre duas dinastias vietnamitas, a Mạc e a Lê Restaurada, durante o período das Dinastias do Sul e do Norte da história vietnamita. 
O trono vietnamita foi usurpado por Mạc Đăng Dung em 1527. Lê Ninh, um príncipe da dinastia Lê posterior, escapou para Lan Xang. Em 1533, Lê Ninh se autoproclamou imperador com o apoio de Nguyễn Kim e Trịnh Kiểm. A guerra civil entre as duas dinastias então se seguiu. 
Em 1592, Đông Kinh, a capital da dinastia Mạc, foi reconquistada pelas forças da Lê Restaurada, marcando o fim do período das Dinastias do Sul e do Norte. Os governantes Mạc fugiram para a Província de Cao Bằng, com o apoio direto das dinastias chinesas Ming e Qing até serem completamente derrotados pelo clã Trịnh em 1677. 

### Governo exilado em Lan Xang

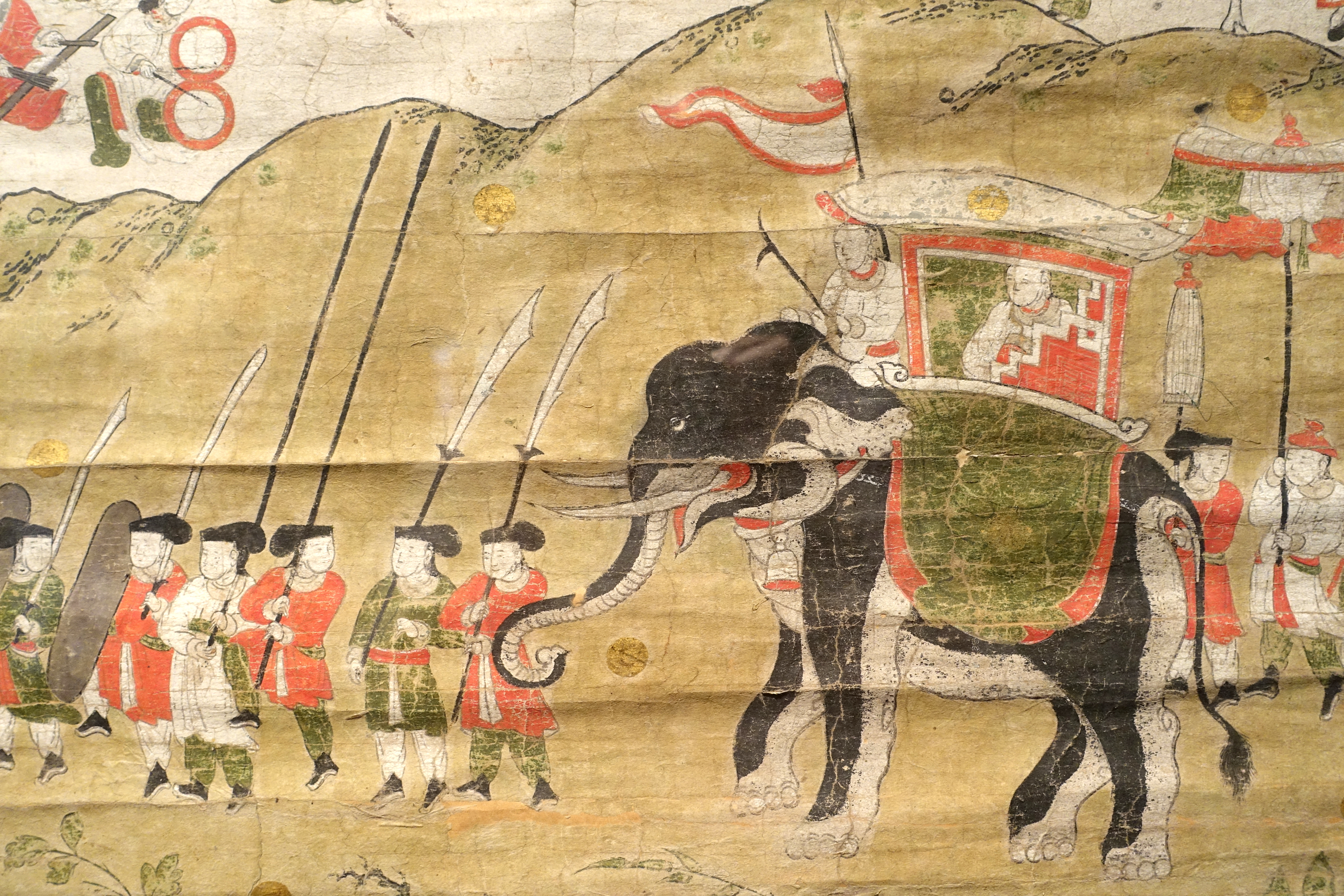
Exército dos senhores de Trinh, final do século XVIII

Após a morte do imperador Lê Hiến Tông em 1504, a dinastia Lê começou a declinar, seguida por algumas rebeliões camponesas devido às adversidades e à corrupção no governo central e regional, o que levou ao aumento da agitação social e às queixas dos civis. Em 1527, Mạc Đăng Dung, um cortesão do governo, começou a tomar o controle da corte imperial e do imperador gradualmente e derrubou o imperador Lê Cung Hoàng, e estabeleceu a dinastia Mạc . Em 1533, o general e monarquista Lê Nguyễn Kim se revoltou contra a dinastia Mạc em Thanh Hóa e restaurou a dinastia Lê após procurar o descendente sobrevivente da dinastia Lê, chamado príncipe "Lê Ninh", que era filho do imperador Lê Chiêu Tông e o entronizou como imperador Lê Trang Tông durante o exílio em Xam Neua, um território do Reino de Lan Xang. Após vários anos de guerra civil, a maioria das províncias do sul de Đại Việt foi recapturada pela restaurada dinastia Lê, mas somente em 1592 a capital imperial, Đông Kinh, foi recapturada e uma corte imperial foi transferida de volta para lá. Tây Đô foi fundada como capital temporária e marcou o início das dinastias do Norte e do Sul de 1533 até 1677, quando a dinastia Mạc foi derrotada pela aliança da dinastia do Sul. 

### O imperador Lê como figura de proa

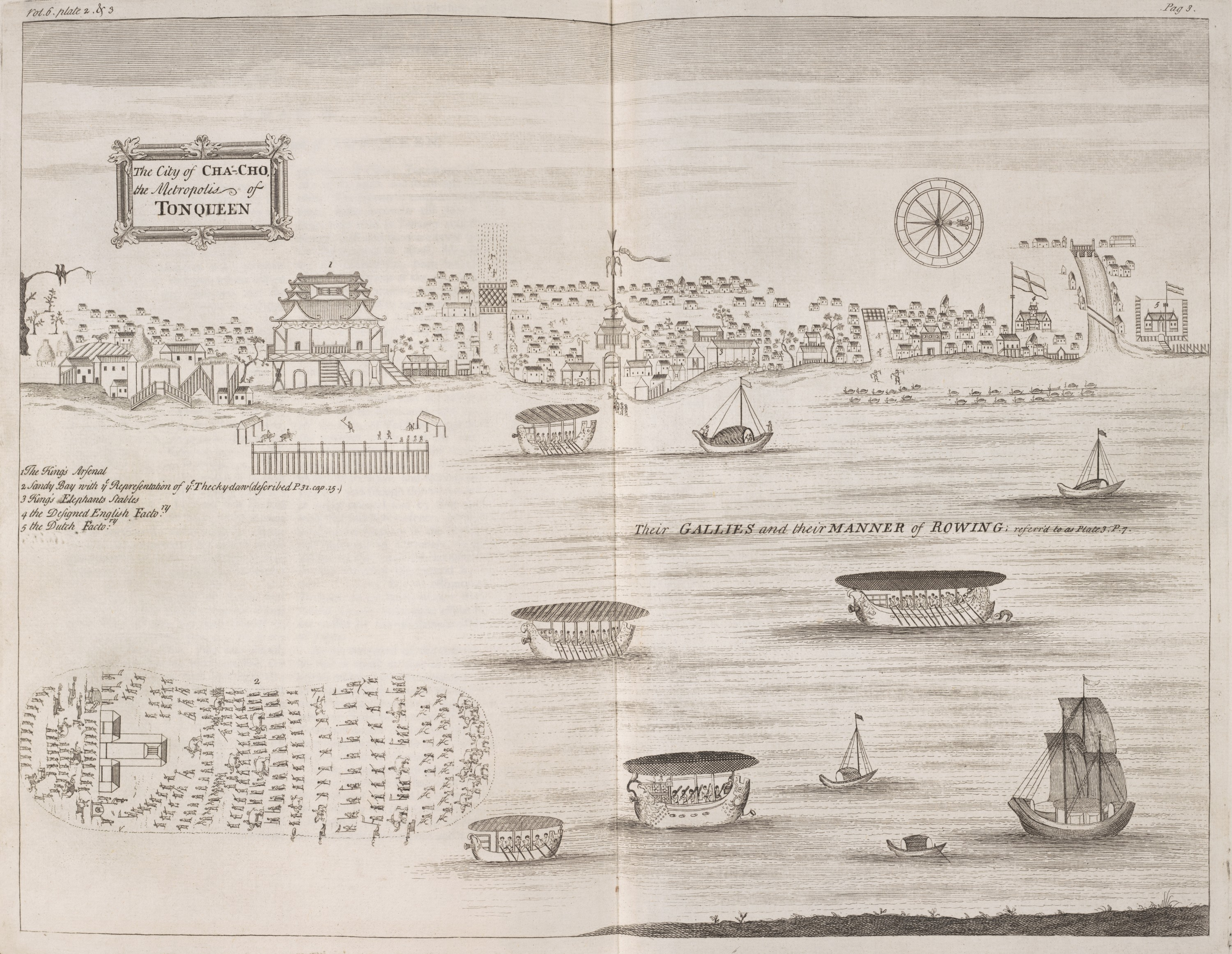
Uma vista de Dong Kinh (Hanói) do Rio Vermelho em 1685

Em 1539, os exércitos de Nguyễn Kim e Trịnh Kiểm retornaram a Đại Việt, capturaram a província de Thanh Hóa, seguida pela província mais ao sul em anos posteriores e instalaram o príncipe Lê Ninh como imperador Lê Trang Tông. A guerra continuou com o exército Nguyễn–Trịnh de um lado e o Mạc do outro, até que uma delegação oficial Ming determinou que a usurpação de poder por Mạc Đăng Dung não era legítima. Em 1537, um grande exército Ming foi enviado à fronteira para ameaçar o imperador Mạc e devolver a autoridade ao imperador Lê. Embora Mạc Đăng Dung tenha conseguido negociar essa questão com os Ming para controlar a parte norte de Đại Việt, ele foi forçado a reconhecer a legitimidade do imperador Lê sobre a parte sul do reino. Entretanto, a guerra continuou porque a aliança Nguyễn–Trịnh se recusou a reconhecer a autoridade de Mạc sobre a região norte. Mạc Đăng Dung faleceu em 1541 e foi sucedido por seu filho. 
Pan Dinggui, um chinês que naufragou no Vietnã em 1688, disse em seu livro Annan Ji You que o clã Trịnh restaurou a dinastia Lê ao poder depois que o Vietnã foi atingido por doenças, trovões e ventos quando o governante Lê foi destronado, e eles inicialmente não conseguiram encontrar membros da realeza das dinastias Lê e Trần para restaurá-los ao trono. Pan também disse que apenas o governante Lê foi recebido por diplomatas oficiais da dinastia Qing, não o senhor Trịnh. 

## Ditadura militar Trịnh

### Morte de Nguyễn Kim

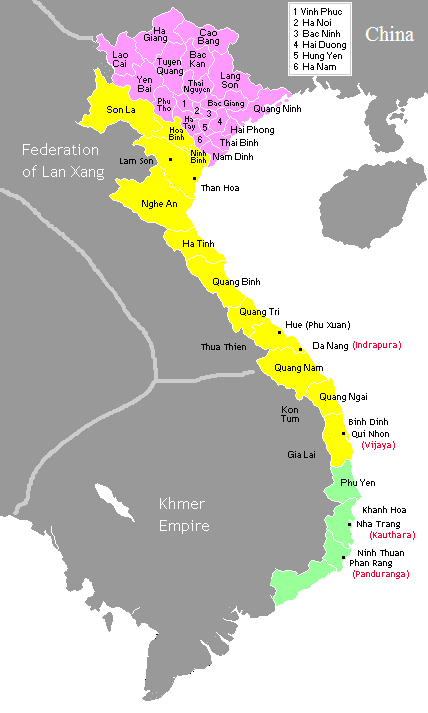
Vietnã por volta de 1540, mostrando os Mạc no controle do norte (rosa) enquanto a aliança Nguyễn-Trịnh controla o sul (amarelo). Champá (verde) era um estado vassalo

Apesar do fato de a dinastia Mạc permanecer em liberdade no norte, Trịnh Kiểm decidiu eliminar o poder dos senhores Nguyễn. Embora a dinastia Lê tenha sido restaurada em 1533 com Lê Trang Tông como imperador, Nguyễn Kim era chefe de governo e exercia autoridade real na nação. Dương Chấp Nhất [vi], o mandarim nomeado por Mạc que governava a fortaleza de Tây Đô na província de Thanh Hoa, decidiu render-se às autoridades de Lê quando Nguyễn Kim recapturou a província em 1543. 
Depois de tomar a cidadela de Tây Đô e atacar Ninh Bình, em 20 de maio de 1545, Dương Chấp Nhất convidou Kim para visitar seu acampamento militar. Dương Chấp Nhất presenteou Kim com melancia. Após retornar da festa, Kim sentiu-se mal e morreu no mesmo dia. Mais tarde, Dương Chấp Nhất jurou novamente lealdade à dinastia Mac. 
O governo caiu no caos após a morte de Kim. O sucessor como chefe de governo foi o filho mais velho de Kim, Nguyễn Uông [vi] . Entretanto, Uông foi secretamente assassinado por seu cunhado Trịnh Kiểm, que mais tarde assumiu o controle do governo imperial. 

### Conspiração de usurpação
Em 1556, o Imperador Lê Trung Tông morreu sem deixar herdeiro. Trịnh Kiểm queria tomar o trono, mas estava preocupado com a opinião pública. Ele procurou conselho do antigo mandarim Nguyễn Bỉnh Khiêm, que vivia recluso. Nguyễn Bỉnh Khiêm aconselhou Trịnh Kiểm a não assumir o trono da dinastia Lê, embora a dinastia Lê fosse apenas uma marionete. Trịnh Kiểm decidiu colocar no trono Lê Duy Bang, que era descendente de 6ª geração de Lê Trừ, irmão mais velho do imperador Lê Thái Tổ. Lê Duy Bang assumiu o trono com o título de Lê Anh Tông, enquanto os senhores Trịnh continuaram a controlar o governo com o imperador como figura de proa. 

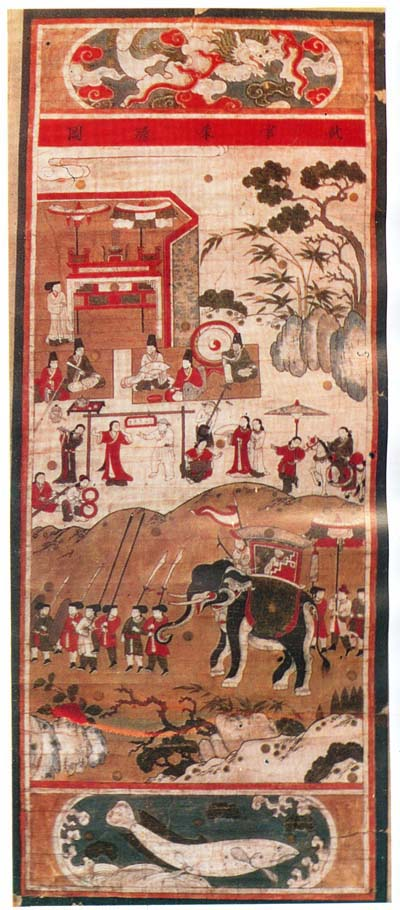
Chá da tarde e desfile de tropas na vila do Senhor Trịnh
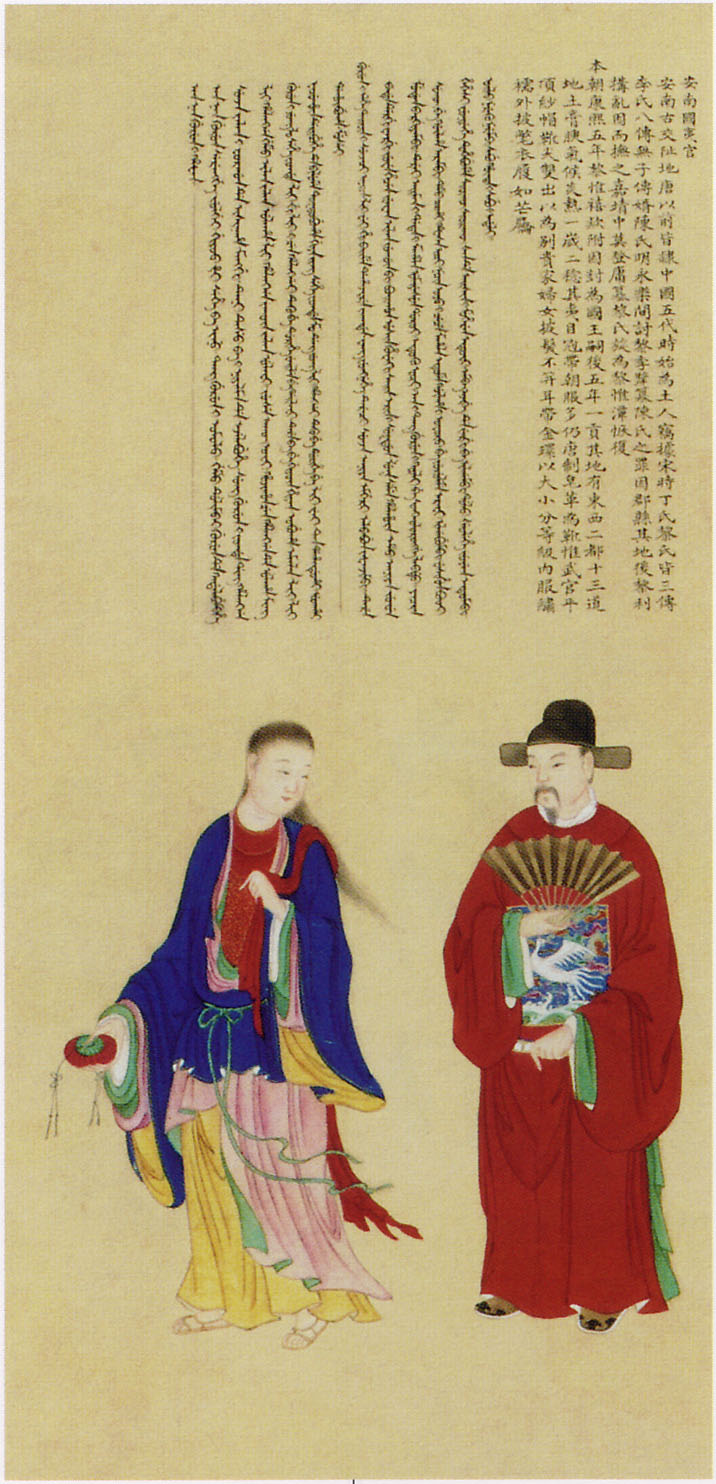
Traje de corte de mandarins e damas sob o governo da dinastia Lê-senhor Trịnh.

### Luta pela legitimidade
Em 1570, Trịnh Kiểm morreu e uma luta pelo poder eclodiu entre seus filhos Trịnh Cối e Trịnh Tùng . Simultaneamente, o exército da dinastia Mạc atacou a dinastia Lê pelo norte e Trịnh Cối se rendeu à dinastia Mạc. O imperador Lê Anh Tông apoiou Trịnh Cối como o próximo senhor de Trịnh e cooperou com ele para derrotar Trịnh Tùng. Trịnh Tùng descobriu essa conspiração, forçando o Imperador Lê Anh Tông e seus quatro filhos a fugir. Mais tarde, Trịnh Tùng entronizou o filho mais novo do imperador Lê Anh Tông, o príncipe Đàm, com o título Lê Thế Tông. Depois disso, Trịnh Tùng procurou, capturou e assassinou o imperador Lê Anh Tông. 

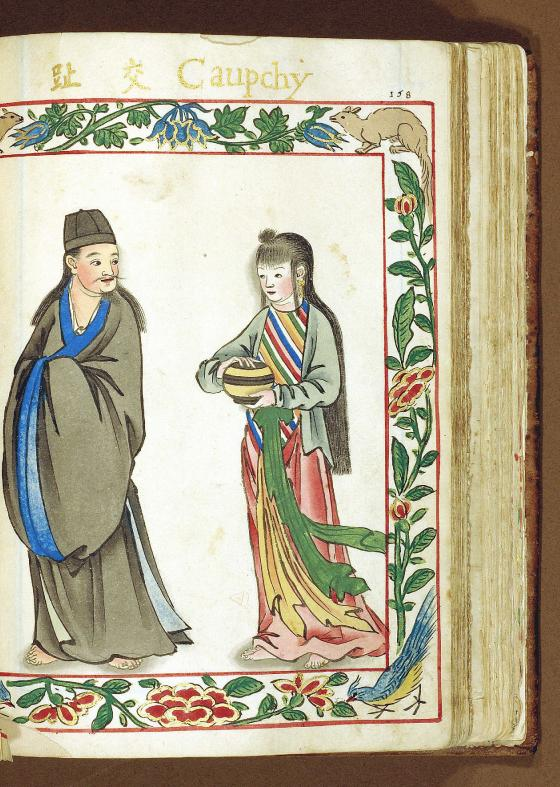
Nobre e esposa do norte do Vietnã do porto de Hải Môn (Đàng Ngoài) em 1595.
Duas mulheres e uma criança em Tonkin por volta de 1700.
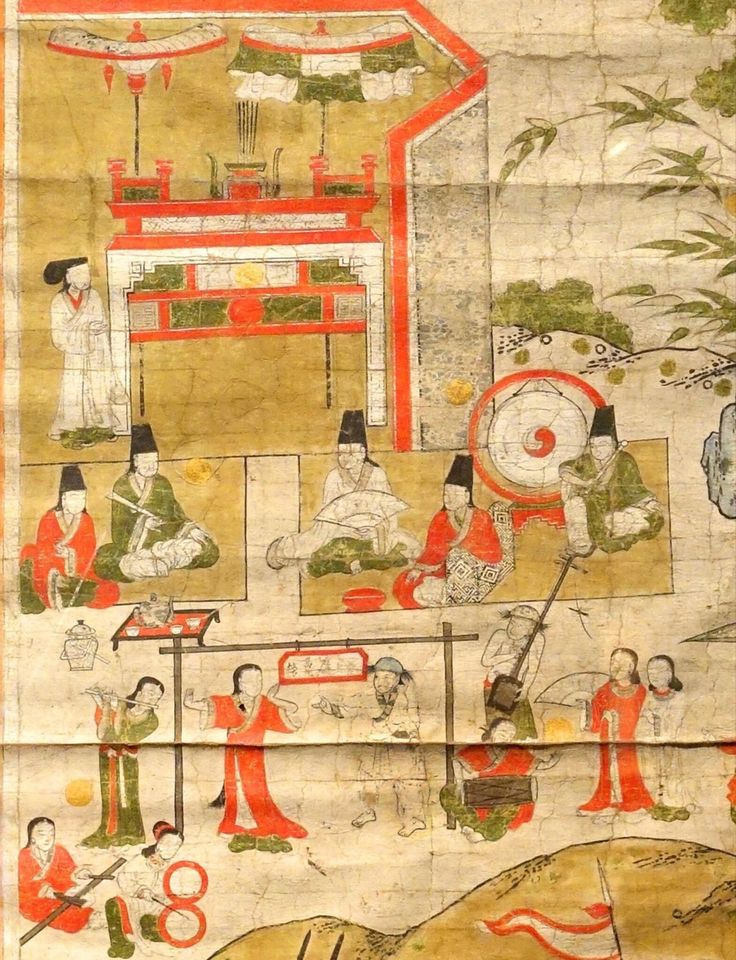
Festa nobre no século XVIII

## Aliança Trịnh–Nguyễn contra a Dinastia Mạc
Tanto Trịnh quanto Nguyễn declararam que a dinastia Lê era o governo legítimo de Đại Việt. Nguyễn Hoàng tornou-se cada vez mais seguro em seu governo sobre a província do sul e cada vez mais independente. Enquanto ele cooperava com os Trịnh contra os Mạc, ele governou as terras fronteiriças. Com a conquista do norte, a independência dos Nguyễn tornou-se cada vez menos tolerável para os Trịnh. Em 1600, com a ascensão do imperador Lê Kính Tông, Hoàng rompeu relações com a corte dominada por Trịnh, embora continuasse a reconhecer o imperador Lê. As coisas continuaram assim até a morte de Hoàng em 1613. A vitória histórica do Trịnh sobre o Mạc foi um tema comum nos teatros públicos vietnamitas. 

## Guerra Trịnh–Nguyễn

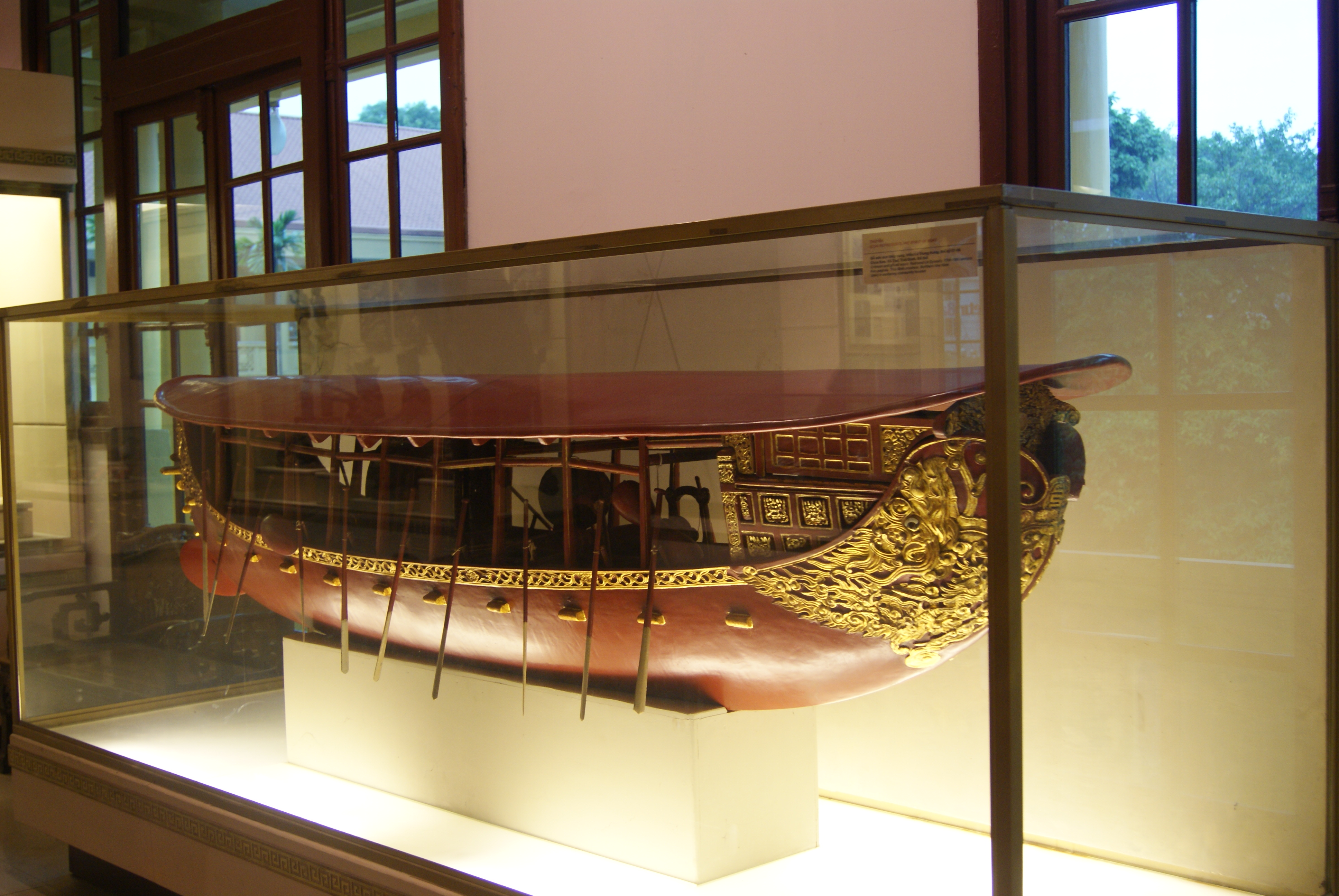
Modelo de um navio de guerra naval durante a era Trịnh no século XVII

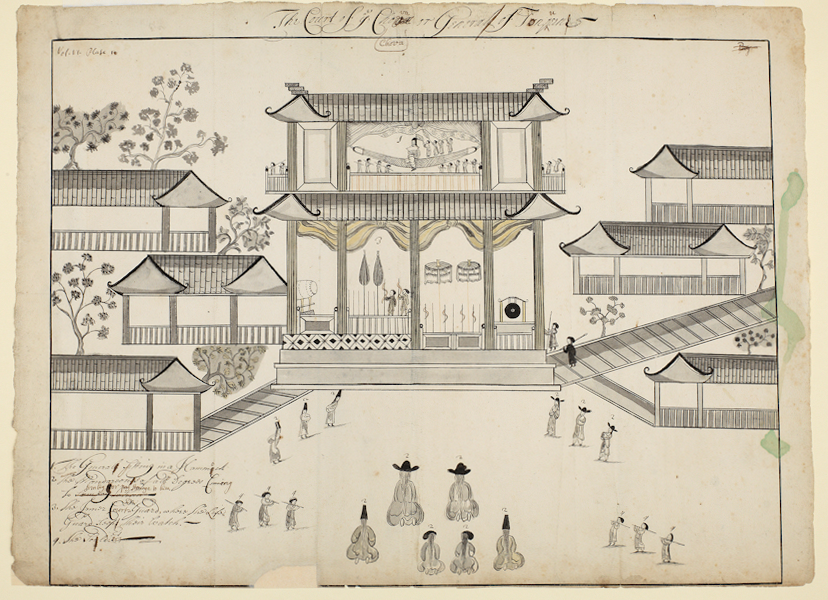
Sede dos senhores Trịnh em Dong Kinh (Hanói)

Em 1620, após a entronização de outro imperador Lê (Lê Thần Tông), o novo líder Nguyễn, Nguyễn Phúc Nguyên, recusou-se a enviar dinheiro de impostos à corte em Đông Đô para protestar contra a ditadura dos senhores de Trịnh. Em 1623, Trịnh Tung morreu e foi sucedido pelo filho mais velho , Trịnh Tráng. Após cinco anos de negociações cada vez mais hostis, a luta eclodiu entre os Trịnh e os Nguyễn em 1627. Enquanto os Trịnh governavam um território muito mais populoso, os Nguyễn tinham diversas vantagens. 
Primeiro, eles estavam inicialmente na defensiva e raramente lançavam operações no norte. Em segundo lugar, os Nguyễn conseguiram tirar proveito dos seus contactos com os europeus, especificamente os portugueses, para produzir canhões avançados com a ajuda de engenheiros europeus. Terceiro, a geografia os favorecia, pois a terra plana adequada para exércitos grandes e organizados era estreita na fronteira entre as terras Nguyễn e os territórios Trinh – as montanhas alcançavam quase o mar. Depois que a primeira ofensiva foi repelida após quatro meses, os Nguyễn construíram duas enormes linhas fortificadas que se estendiam por alguns quilômetros, do mar até as colinas. Estas muralhas foram construídas ao norte de Huế (entre o rio Nhật Lệ e o rio Sông Hương). As paredes tinham cerca de 6 metros de altura e 11 quilômetros de comprimento. Os Nguyễn defenderam essas linhas contra inúmeras ofensivas Trịnh que duraram (intermitentemente) de 1631 a 1673, quando Trịnh Tạc concluiu um tratado de paz com Nguyễn Phúc Tần, dividindo o Vietnã entre as duas famílias. Essa divisão continuou pelos próximos 100 anos. 

## Paz

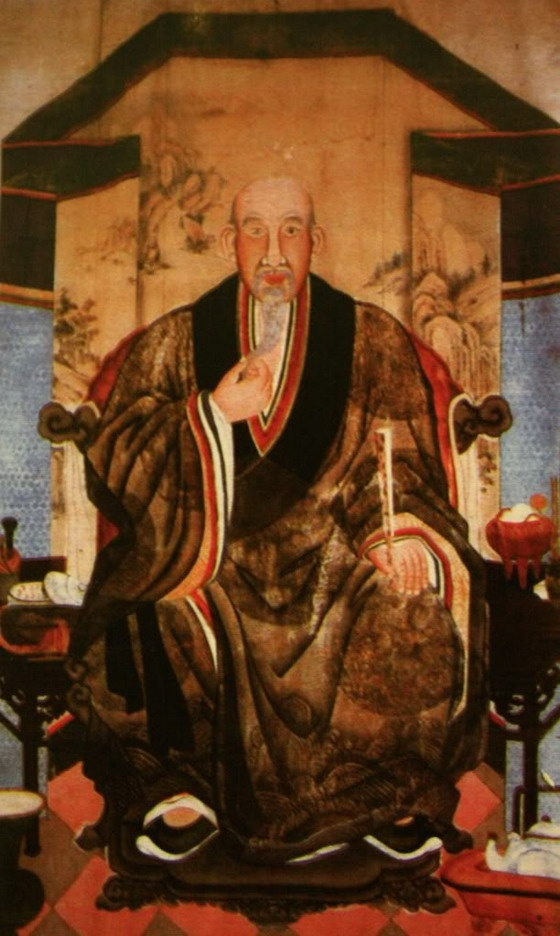
Pintura em seda de Trịnh Đình Kiên (1715–1786) do século XVIII, exibida no Museu Nacional de Belas Artes do Vietnã.

Os senhores Trịnh governaram razoavelmente bem, mantendo a ficção de que o monarca Lê era o imperador. No entanto, eles selecionavam e substituíam o imperador conforme achavam adequado, tendo o direito hereditário de nomear muitos altos funcionários do governo. Ao contrário dos senhores Nguyễn, que se envolveram em guerras frequentes com o Império Khmer e o Sião, os senhores Trịnh mantiveram relações relativamente pacíficas com os estados vizinhos. Em 1694, eles se envolveram em uma guerra no Laos, que se transformou em uma guerra multifacetada com facções laosianas e também com o exército siamês. Uma década depois, o Laos estabeleceu uma paz instável com três novos reinos laosianos pagando tributos ao Vietnã e ao Sião. Trịnh Căn e Trịnh Cương fizeram muitas reformas, mas essas reformas tornaram o governo mais poderoso e um fardo maior para o povo, o que aumentou sua antipatia pelo governo. Durante o governo perdulário e inepto de Trịnh Giang, as revoltas camponesas se tornaram mais frequentes. O principal problema era a falta de terras para cultivar, embora Giang tenha piorado a situação com suas ações. O reinado do sucessor Trịnh Doanh estava preocupado em reprimir revoltas camponesas e exterminar gangues armadas que aterrorizavam o campo. 
A Companhia Holandesa das Índias Orientais deixou de fazer negócios com os senhores de Trịnh em 1700.  
Os senhores Trịnh começaram a empregar eunucos extensivamente na região de Đàng Ngoài, na área do delta do Rio Vermelho ao norte do Vietnã, como líderes militares. O norte do Vietnã governado por Trịnh usou seus eunucos na burocracia militar e civil. Muitos templos budistas tinham dinheiro e terras doados por eunucos que ganharam riqueza e influência. Unidades do exército de campanha, polícia secreta, impostos alfandegários, finanças, escrituras de terras e registros militares e arrecadação de impostos na província de Son Nam (Binh Phien), bem como o cargo de governador militar de Thanh Hóa foram delegados a eunucos. Os serviços de supervisão, militares, serviço civil e tribunal tinham todos eunucos nomeados para trabalhar neles e eles eram seguidores fiéis dos senhores Trịnh e um controlo sobre o poder dos funcionários civis e militares.  Os eunucos foram empregados como supervisores de projetos de construção e governadores provinciais por Trịnh Cương. 

## Revolta de Tây Sơn e conquista do sul

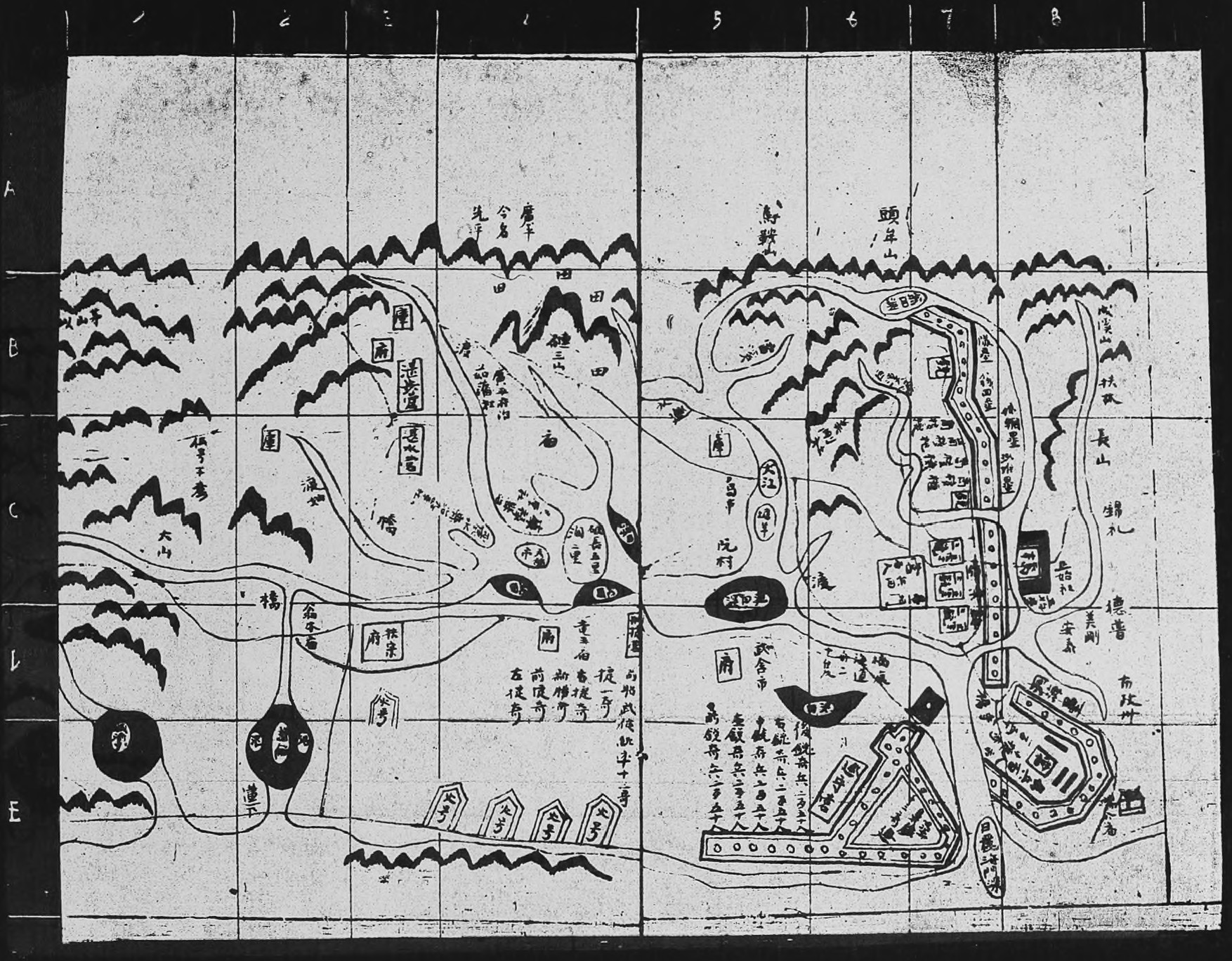
Um mapa em Mapas para a Pacificação do Sul no ano Giáp Ngọ (1774), desenhado por Bùi Thế Đạt, o governador de Nghệ An.

A longa paz chegou ao fim com a revolta de Tây Sơn no sul contra Trương Phúc Loan, o regente do senhor Nguyễn Nguyễn Phúc Thuần (1765-1777). O senhor de Trịnh, Trịnh Sâm, viu a rebelião de Tây Sơn como uma chance de acabar com o domínio de Nguyễn sobre o sul. A luta interna entre os Nguyễn colocou um garoto de 12 anos no poder. O verdadeiro governante era o regente corrupto Trương Phúc Loan. Usando o governo popular do regente como desculpa para intervenção, em 1774, a trégua de cem anos foi encerrada e o exército Trịnh liderado por Hoàng Ngũ Phúc atacou. 
O exército de Trịnh Sâm fez o que nenhum exército anterior de Trịnh havia feito e conquistou a capital Nguyễn, Phú Xuân (atual Huế), no início de 1775. O exército Trịnh avançou para o sul, derrotou os Tây Sơn e os forçou a se render. Em meados de 1775, o exército Trịnh, incluindo Hoàng Ngũ Phúc, foi atingido por uma praga. Os infectados os forçaram a se retirar e deixaram o resto do sul para os Tây Sơn. 
O exército Tây Sơn conquistou o resto das terras Nguyễn. Os senhores Nguyễn recuaram para Saigon, mas perderam a cidade em 1776; os senhores Nguyễn foram quase exterminados. O líder de Tây Sơn, Nguyễn Nhạc, declarou-se rei em 1778. 

## Fim do Senhorio de Trịnh
Trịnh Tông, o filho mais velho de Trịnh Sâm, temia que o poder caísse para seu irmão mais novo, Trịnh Cán, que era favorecido por seu pai. Em 1780, Trịnh Sâm ficou gravemente doente e Trịnh Tông usou isso para encenar um golpe de estado. O plano foi descoberto, muitos mandarins de alto escalão do lado de Trịnh Tông foram expurgados e o próprio Tông foi preso. 
Em 1782, Trịnh Sâm morreu e passou o poder para Trịnh Cán. Porém, Cán tinha cinco anos na época; o verdadeiro governante era o filho adotivo de Hoàng Ngũ Phúc, Hoàng Đình Bảo, que foi nomeado por Sâm como assistente de Cán. Poucas semanas após a coroação de Can, Trịnh Tông conspirou com o Exército das Três Prefeituras (em vietnamita: Tam phủ quân, chữ Hán: 三府軍) para matar Hoàng Đình Bảo e derrubar Trịnh Cán. No entanto, como Tông estava em dívida com o exército, ele não conseguiu controlá-lo. O exército então libertou Lê Duy Kì, filho do príncipe Lê Duy Vĩ, morto por Trịnh Sâm em 1771, e forçou Lê Hiển Tông a nomear Kì como sucessor. 
Após a morte de Hoàng Đình Bảo, seu subordinado na província de Nghệ An, Nguyễn Hữu Chỉnh, desertou para Tây Sơn. Ele foi recebido pelo rei e se tornou comandante do exército. No verão de 1786, Nguyễn Nhạc, que queria recuperar as terras dos senhores Nguyễn tomadas pelos Trịnh em 1775, ordenou que seu irmão Nguyễn Huệ e Nguyễn Hữu Chỉnh atacassem os senhores Trịnh, mas os alertou para não avançarem mais para o norte. Depois de tomar Phú Xuân, Nguyễn Hữu Chỉnh convenceu Nguyễn Huệ a derrubar os senhores de Trịnh sob a bandeira "Destrua o Trịnh e ajude o Lê ( em vietnamita: Diệt Trịnh phù Lê, chữ Hán: 滅鄭扶黎) que os ajudaria a ganhar apoio do povo do norte. Os exércitos de Trịnh e das Três Prefeituras foram rapidamente derrotados. Trịnh Tông cometeu suicídio. O Imperador Cảnh Hưng morreu de velhice logo depois e passou o trono para Lê Duy Kì (imperador Chiêu Thống). 
Nguyễn Nhạc, depois de ouvir sobre a insubordinação de Nguyễn Huệ, marchou às pressas para Thăng Long e ordenou que todas as tropas de Tây Sơn se retirassem. Eles deixaram Nguyễn Hữu Chỉnh intencionalmente para trás. Chỉnh os perseguiu e depois ficou em sua cidade natal, Nghệ An. 
A invasão e a retirada repentina dos Tây Sơn causaram um vácuo de poder no Norte. O irmão mais novo de Trịnh Sâm, Trịnh Lệ, com o apoio de Dương Trọng Tế, marchou para Thăng Long e forçou Chiêu Thống a conceder-lhe o título de vice-rei, o que faria dele um senhor de Trịnh. O imperador Chiêu Thống não queria reinstalar os senhores Trịnh e rejeitou o pedido de Lệ. Ao mesmo tempo, Trịnh Bồng, filho de Trịnh Giang, marchou para Thăng Long. Dương Trọng Tế achou que Trịnh Lệ era impopular e desertou para o lado de Bồng, ajudando-o a derrotar Trịnh Lệ. Os generais Hoàng Phùng Cơ e Đinh Tích Nhưỡng também se juntaram à facção de Bồng e pressionaram Chiêu Thống a conceder-lhe o título de príncipe, com o qual o imperador concordou com relutância. Ele então enviou um pedido a Nguyễn Hữu Chỉnh, que havia reunido um exército considerável, para ajudar o imperador mais uma vez. Nguyễn Hữu Chỉnh obedeceu e marchou para o norte, onde derrotou o exército de Trịnh na província de Thanh Hoa . Trịnh Bồng ouviu a notícia e retirou-se para o distrito de Gia Lâm com Dương Trọng Tế, Đinh Tích Nhưỡng e Hoàng Phùng Cơ retiraram-se para Hải Dương e Sơn Tây respectivamente. Chiêu Thống incendiou o palácio de Trịnh. 

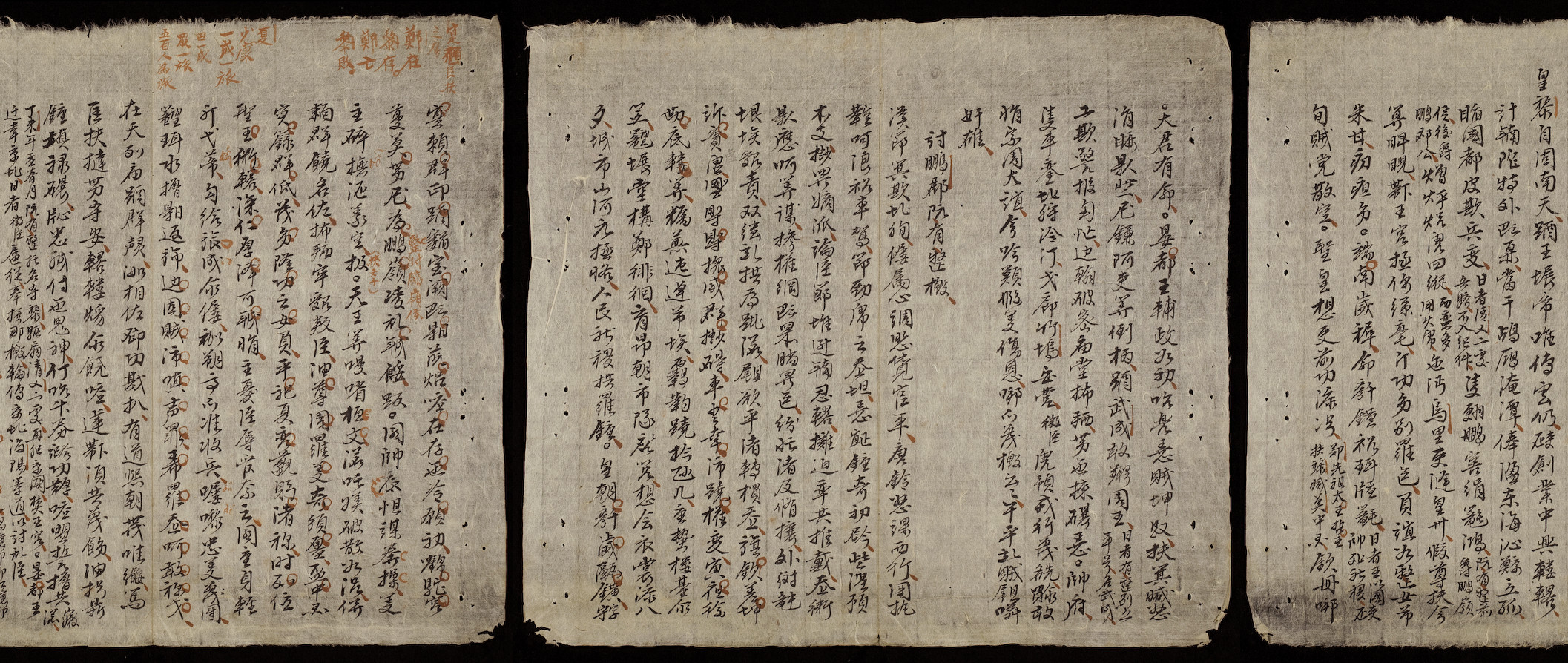
Chamado para punir Nguyễn Hữu Chỉnh, o [duque de] Bằng comandado por Lê Huy Dao, um dos seguidores de Trịnh Bồng

Nos meses seguintes, Nguyễn Hữu Chỉnh fez campanha contra Bồng. Ele capturou e executou Dương Trọng Tế e Hoàng Phùng Cơ. Trịnh Bồng refugiou-se no acampamento de Đinh Tích Nhưỡng. Nguyễn Hữu Chỉnh organizou um grande ataque e derrotou Bồng no outono de 1787. Đinh Tích Nhưỡng e Bồng fugiram, encerrando oficialmente mais de 200 governantes de Trịnh. 
Mais tarde, quando o exército Qing ocupava Thăng Long, Trịnh Bồng entregou-se ao imperador Chiêu Thống. Ele foi perdoado mas foi rebaixado a Duque de Huệ Địch ( Huệ Địch công ). Após a derrota dos Qing no início de 1789, Bồng fugiu para a região ocidental do país, proclamou-se senhor e construiu um exército de resistência contra os Tây Sơn. Ele morreu no início de 1791. 
Depois que Gia Long fundou a dinastia Nguyễn em 1802, ele perdoou o clã Trịnh e permitiu que seus descendentes adorassem seus ancestrais.

## Relações exteriores dos Trịnh

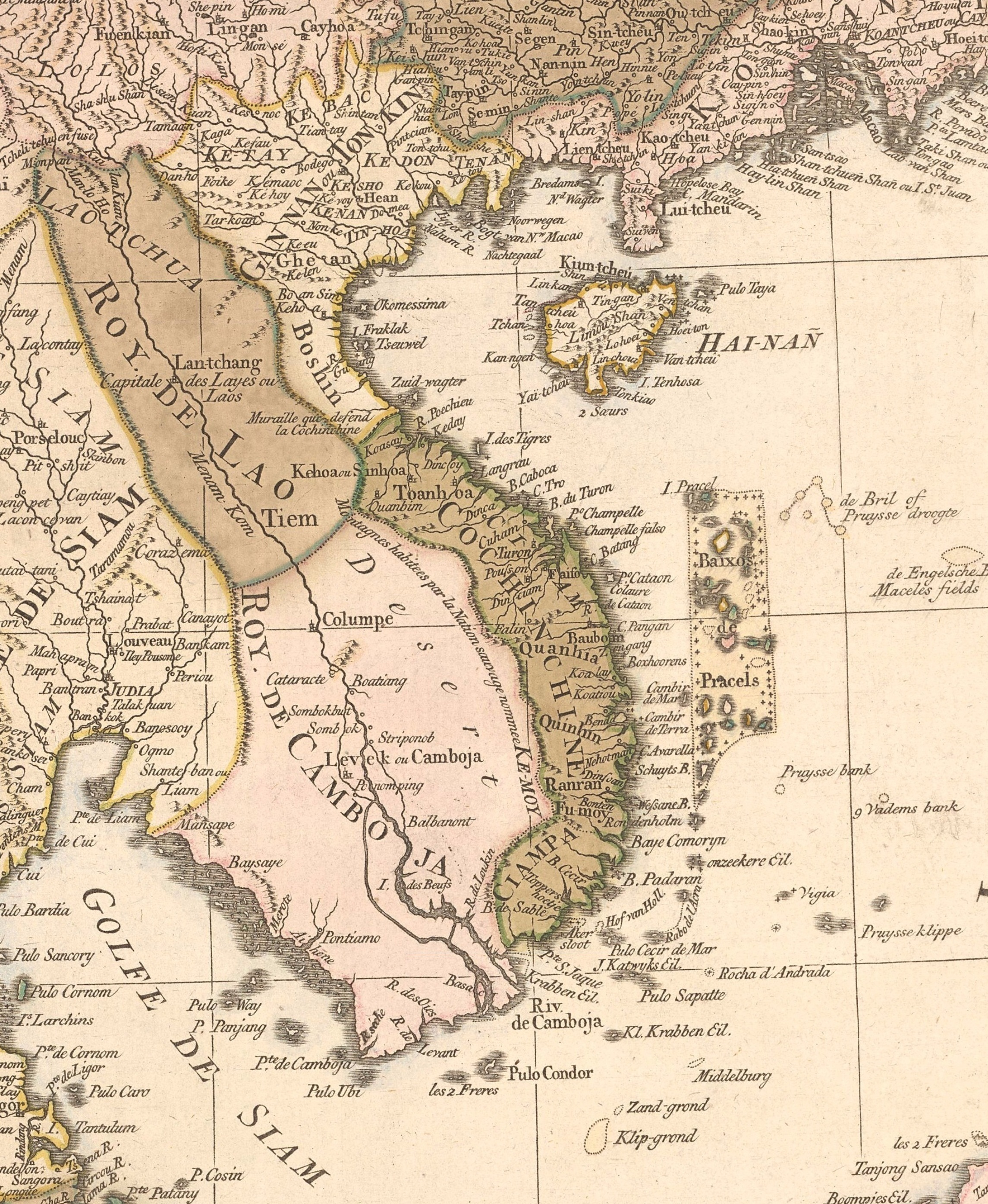
Mapa do Vietnã no século XVIII, publicado por uma empresa holandesa em Amsterdã por volta de 1760.

Em 1620, o estudioso jesuíta francês Alexandre de Rhodes chegou ao Vietnã controlado por Trịnh. Ele chegou a uma missão que havia sido estabelecida na corte em Hanói por volta de 1615.  O padre foi uma figura significativa nas relações entre a Europa e o Vietnã. Ele conquistou milhares de convertidos, criou uma escrita para escrever vietnamita usando uma versão modificada do alfabeto europeu e construiu várias igrejas. Entretanto, em 1630, o novo senhor de Trịnh, Trịnh Tráng, decidiu que De Rhodes representava uma ameaça à sociedade vietnamita e o forçou a deixar o país. A partir deste ponto, os senhores Trịnh tentaram periodicamente suprimir o cristianismo no Vietnã, com sucesso moderado. Quando os Nguyễn usaram com sucesso os canhões portugueses para defender seus muros, os Trịnh fizeram contato com os holandeses. Os holandeses estavam dispostos a vender canhões avançados para os Trịnh. Os holandeses, e mais tarde os alemães, estabeleceram postos comerciais em Hanói . Por um tempo, o comércio holandês foi lucrativo, mas depois que a guerra com os Nguyễn terminou em 1673, a demanda por armas europeias diminuiu rapidamente. Por volta de 1700, os postos comerciais holandeses e ingleses foram fechados. Os Trịnh foram cuidadosos em suas relações com a Dinastia Ming e a Dinastia Qing, liderada pelos Manchus, na China. Ao contrário dos senhores Nguyễn, que ficaram felizes em aceitar um grande número de refugiados Ming em suas terras, os Trịnh não o fizeram. Quando os Qing conquistaram os Ming e estenderam as fronteiras do Império Qing até o norte do Vietnã, os Trịnh os trataram como trataram os imperadores Ming, enviando tributos e reconhecimentos formais. Os Qing intervieram duas vezes durante o governo dos senhores Trịnh, uma vez em 1537 e novamente em 1788. Em ambas as vezes, os Qing enviaram um exército para o sul devido a um pedido formal de ajuda dos imperadores Lê – e em ambas as vezes a intervenção não teve sucesso.  

## Avaliação
Os Senhores Trịnh eram, em sua maioria, governantes inteligentes, capazes, industriosos e longevos. A forma dupla incomum de governo que eles desenvolveram ao longo de dois séculos foi uma resposta criativa aos obstáculos internos e externos ao seu governo. Eles não tinham, no entanto, o poder e a autoridade moral para resolver as contradições inerentes ao seu sistema de governo sem reinar.
Os Trịnh perderam quase toda a popularidade na última metade do século XVIII. Embora os senhores Nguyễn, ou pelo menos Nguyễn Ánh, tenham desfrutado de muito apoio - como mostram as suas repetidas tentativas de recuperar o poder no sul - nenhum apoio equivalente aos Trịnh sobreviveu no norte depois de os Tây Sơn terem assumido o poder. 

## Lista de Senhores Trịnh
| Nome             | Imagem | Nascimento–Morte | Governo                                       | Imperador                             | Título mais alto alcançado | Nome de templo | Nome póstumo                                                           |
| ---------------- | ------ | ---------------- | --------------------------------------------- | ------------------------------------- | -------------------------- | -------------- | ---------------------------------------------------------------------- |
| Trịnh Kiểm 鄭檢  |        | 1503–1570        | 1545–1570                                     | Trang Tông Trung Tông Anh Tông        | Thái quốc công 太國公      | Thế Tổ 世祖    | Minh Khang Nhân Trí Vũ Trinh Hùng Lược Thái vương 明康仁智武貞雄畧太王 |
| Trịnh Cối 鄭檜   |        | ?-1584           | 1570 (6 meses)                                | Anh Tông                              | Tuấn Đức hầu 俊德侯        |                |                                                                        |
| Trịnh Tùng 鄭松  |        | 1550–1623        | 1570–1623                                     | Anh Tông Thế Tông Kính Tông Thần Tông | Bình An vương 平安王       | Thành Tổ 成祖  | Cung Hoà Khoan Chính Triết vương 恭和寬正哲王                          |
| Trịnh Tráng 鄭梉 |        | 1577–1657        | 1623–1657                                     | Chân Tông Thần Tông                   | Thanh vương 清王           | Văn Tổ 文祖    | Nghị vương 誼王                                                        |
| Trịnh Tạc 鄭柞   |        | 1606–1682        | 1657–1682                                     | Thần Tông Huyền Tông Gia Tông Hy Tông | Tây vương 西王             | Hoằng Tổ 弘祖  | Dương vương 陽王                                                       |
| Trịnh Căn 鄭根   |        | 1633–1709        | 1682–1709                                     | Hy Tông Dụ Tông                       | Định vương 定王            | Chiêu Tổ 昭祖  | Khang vương 康王                                                       |
| Trịnh Cương 鄭棡 |        | 1686–1729        | 1709–1729                                     | Dụ Tông Duệ Tông                      | An vương 安王              | Hi Tổ 禧祖     | Nhân vương 仁王                                                        |
| Trịnh Giang 鄭杠 |        | 1711–1762        | 1729–1740                                     | Duệ Tông Thuần Tông Ý Tông            | Uy vương 威王              | Dụ Tổ 裕祖     | Thuận vương 順王                                                       |
| Trịnh Doanh 鄭楹 |        | 1720–1767        | 1740–1767                                     | Ý Tông Hiển Tông                      | Minh vương 明王            | Nghị Tổ 毅祖   | Ân vương 恩王                                                          |
| Trịnh Sâm 鄭森   |        | 1739–1782        | 1767–1782                                     | Hiển Tông                             | Tĩnh vương 靖王            | Thánh Tổ 聖祖  | Thịnh vương 盛王                                                       |
| Trịnh Cán 鄭檊   |        | 1777–1782        | 1782 (1 mês, Đặng Thị Huệ atuou como regente) | Hiển Tông                             | Điện Đô vương 奠都王       |                |                                                                        |
| Trịnh Tông 鄭棕  |        | 1763–1786        | 1782–1786                                     | Hiển Tông                             | Đoan Nam vương 端南王      |                | Linh vương 靈王                                                        |
| Trịnh Bồng 鄭槰  |        | 1749–1791        | 1786–1787                                     | Chiêu Thống                           | Yến Đô vương 晏都王        |                |                                                                        |

Tradicionalmente, Trịnh Tùng é considerado o primeiro "senhor", mas a família Trịnh detinha muito poder desde Trịnh Kiểm.